# Below the Radar
Below the Radar is het tweede muziekalbum van de muziekgroep Breathing Space, dat onder die naam verscheen. Al eerder verscheen het album Breathing Space, maar dat kwam uit onder de initiatiefnemer van de band Iain Jennings. De personeelswisselingen gingen snel en de band had weer een aantal nieuwelingen opgenomen. Het album is opgenomen in de Fairview Studios te Willerby bij Hull, de studio waar ook zusterband Mostly Autumn haar albums opneemt. Het album is opgedragen aan Howard Sparnenn, de toen net overleden vader van Olivia; Howard was gedurende korte tijd drummer van de band tijdens een aantal concerten.

## Musici
- Iain Jennings – toetsinstrumenten, achtergrondzang
- Olivia Sparnenn – zang, percussie
- Liam Davison – gitaar
- Paul Teasdale – basgitaar
- Barry Cassels – slagwerk
- Ben Jennings – toetsinstrumenten

met
- Marc Atkinson – achtergrondzang (3)
- Charlotte Scott – cello (9)
- Mark Rowen – gitaar (3) en (5) (toen al ex-Breathing Space)

## Tracklist
Allen door Sparnnen en Iain Jennings, behalve waar aangegeven

| Nr. | Titel                          | Duur |
| --- | ------------------------------ | ---- |
| 1.  | Below the radar (Ben Jennings) | 4:12 |
| 2.  | Clear (Paul Teasdale)          | 4:29 |
| 3.  | Lantern for a smile            | 6:44 |
| 4.  | The night takes you home       | 4:32 |
| 5.  | Run for yourself               | 2:47 |
| 6.  | Dusk                           | 5:38 |
| 7.  | Behind closed doors            | 5:38 |
| 8.  | Drowning                       | 6:26 |
| 9.  | Questioning eyes               | 9:30 |